# Baixo Cotinguiba
Il Baixo Cotinguiba è una microregione dello Stato del Sergipe in Brasile appartenente alla mesoregione del Leste Sergipano.

## Comuni
Comprende 7 comuni:
- Carmópolis
- General Maynard
- Laranjeiras
- Maruim
- Riachuelo
- Rosário do Catete
- Santo Amaro das Brotas